# Salz- und Lichterfest

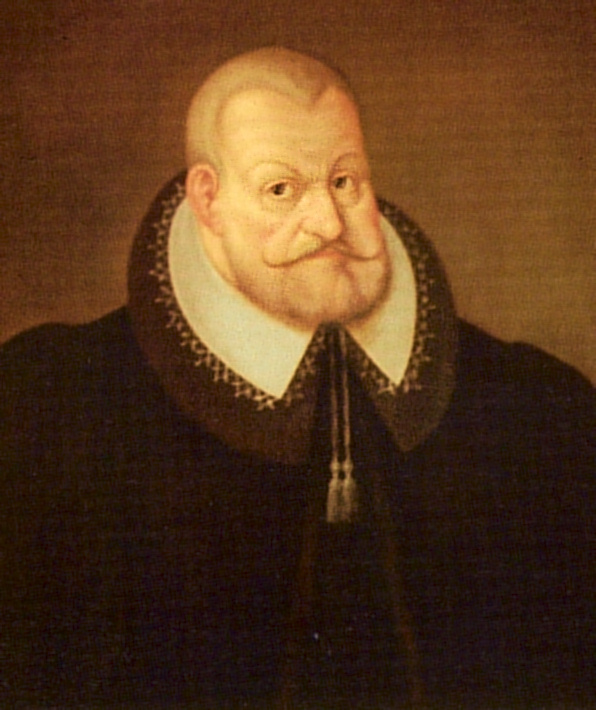
Herzog Julius, der Stifter des Festes

Das Salz- und Lichterfest ist das seit 1970 jährlich am letzten Augustwochenende veranstaltete Hauptfest der niedersächsischen Kurstadt Bad Harzburg. Es steht in der Tradition eines 1575 vom braunschweig-wolfenbüttelschen Herzog Julius gestifteten Salzfestes.

## Geschichte
Im Jahre 1575 wurde im Harzburger Raum das erste Mal reine Sole zur Salzproduktion gefördert. Da das Fürstentum Braunschweig-Wolfenbüttel dadurch nicht mehr auf Salzimporte angewiesen war, die zu diesem Zeitpunkt sehr kostbar waren, stiftete Herzog Julius zu Braunschweig und Lüneburg erstmals am Bartholomäustag dem, 24. August 1575, ein Salzfest. Ursprünglich verlief das Fest nur über einen Tag. Knapp drei Jahrhunderte lang verblieb das eintägige Fest in seiner Ursprungsform, dessen Höhepunkt die alljährliche Salzpredigt im Badepark beziehungsweise in der Lutherkirche bildete. Mit der Schließung der Saline im Jahre 1849 verlor das Fest an Bedeutung und geriet in Vergessenheit. In dieser Tradition steht das seit 1970 jährlich veranstaltete Bad Harzburger Salz und Lichterfest. Erst nach einem Jahrhundert wurde das Fest im 20. Jahrhundert wieder eingeführt. 1970 erhielt es seinen heutigen Namen, zugleich wurde das Fest auf mehrere Tage ausgeweitet und mit einem erweiterten Programm versehen.
Im Jahr 2016 besuchten etwa 50.000 Menschen das Salz- und Lichterfest.
Das Salz- und Lichterfest im Jahre 2018 wurde thematisch und organisatorisch an das 950. Jubiläum der Harzburg gekoppelt. Gleichzeitig wurde um das sogenannte Wipfelleuchten erweitert, welches aus einer von Seiltänzern begleiteten Lichtinstallation in den Kronen des Baumwipfelpfad Bad Harzburg besteht.

## Verlauf

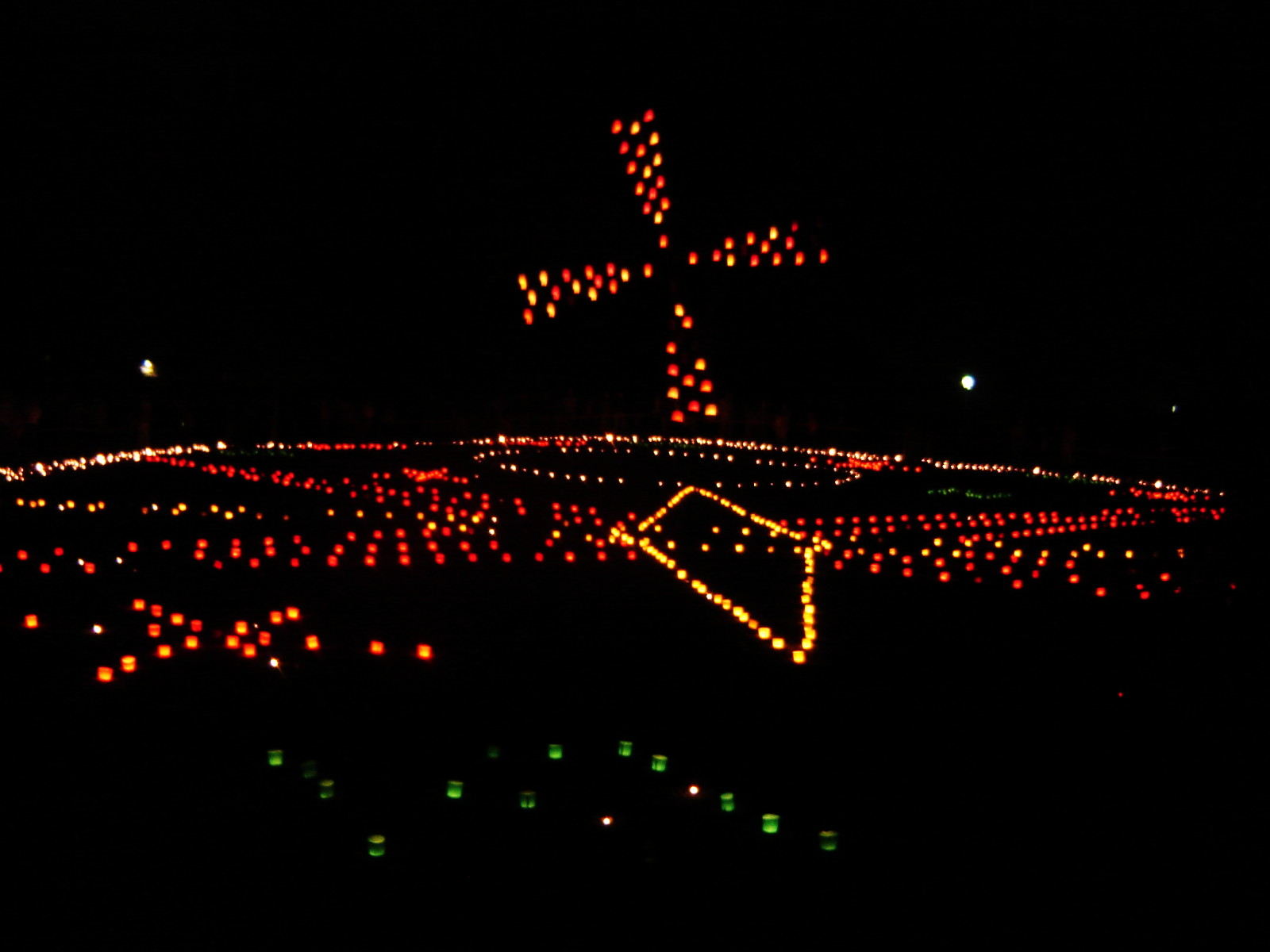
Lichtinstallation auf dem Fest

Traditioneller Höhepunkt des Festes ist das große Feuerwerk im Harzburger Stadtpark, das am Samstag um 22:22 Uhr gezündet wird. Begleitet wird dieser Hauptmoment von einem breiten Ensemble an Veranstaltungen und Musikaufführungen im Kurgebiet: Lokale und regionale Vereine aus dem Raum Goslar-Wernigerode-Osterode am Harz präsentieren sich vor den Gästen und zeigen ihr Können; die Junge Szene begleitet dies mit Partymusik. In der „Stöbermeile“ in der Schmiedestraße werden Kunsthandwerksarbeiten und die „Schlemmermeile“ in der Rudolf-Huch-Straße eine Vielzahl kulinarischer Angebote geboten.
Im unteren Badepark wird der Spielpark eingerichtet, der mit Trampolin-, Bungee-Run- und Torwandschießangeboten Attraktionen für Kinder und Erwachsene anbietet. Ebenfalls hier anzutreffen ist der französische Markt „Le petit marché français“ (das französische Märktchen), der von Freitag bis Sontag französische Gerichte anbietet.